# خون تیره (ئی‌پی)
| بررسی انتقادی | بررسی انتقادی |
| منبع          | رتبه‌بندی      |
| ------------- | ------------- |
| ان‌ام‌ئی        | [ ۱ ]         |

خون تیره (انگلیسی: Dark Blood) چهارمین آلبوم چندآهنگه (ئی‌پی) گروه پسرانه کره‌ای انهایپن است که در ۲۲ مه ۲۰۲۳ توسط بیلیفت لب منتشر شد. این آلبوم شامل شش ترانه از جمله تک‌آهنگ آغازین «گازم بگیر» است.

## پیش‌زمینه و انتشار
در ۲۴ آوریل ۲۰۲۳، بیلیفت لب اعلام کرد که انهایپن چهارمین آلبوم چندآهنگهٔ خود را به نام خون تیره در ۲۲ مه منتشر خواهد کرد. زمان انتشار این آلبوم ده ماه پس از انتشار ئی‌پی قبلی، مانیفست: روز اول است. فهرست ترانه‌ها در ۱۶ مه معرفی شدند و پیش‌نمایش این آلبوم در ۱۸ مه منتشر شد. گروه انهایپن در روز انتشار خون تیره، شوکیس رسانه‌ای برای این آلبوم در سئول برگزار کرد.

## عملکرد تجاری
خون تیره در کره جنوبی در جدول هانتو بیش از ۱٫۱ میلیون کپی تنها در روز اول انتشار فروخت و از فروش ئی‌پی قبلی گروه نیز پیشی گرفت.